# Tour Gambetta
La tour Gambetta est un gratte-ciel résidentiel situé dans le quartier d'affaires de La Défense, en France (précisément à Courbevoie).

## Situation et accès
Elle est située  au 1-2, square Henri-Regnault à Courbevoie. On y accède par la station de RER et de métro La Défense Grande Arche.

## Caractéristiques
La tour de 36 étages est haute de 104 m et abrite 304 logements. Les architectes ont cherché à faire varier les hauteurs et volumes, selon l'angle par lequel on observe cet immeuble.

## Historique
Cette tour a été construite en 1974-1975 par l'architecte Karnik Ivan Mestoudjian, et par le duo Daniel Badani et Pierre Roux-Dorlut, un duo d'architectes ayant souvent travaillé ensemble durant les trente glorieuses, en Afrique et en France, du plan d’urbanisme d’Abidjan au nouveau Créteil, des immeubles de la Fédération nationale du bâtiment, 9 rue de Pérouse dans le seizième arrondissement de Paris, à l’aménagement de la tête du pont de Sèvres,.

## Galerie

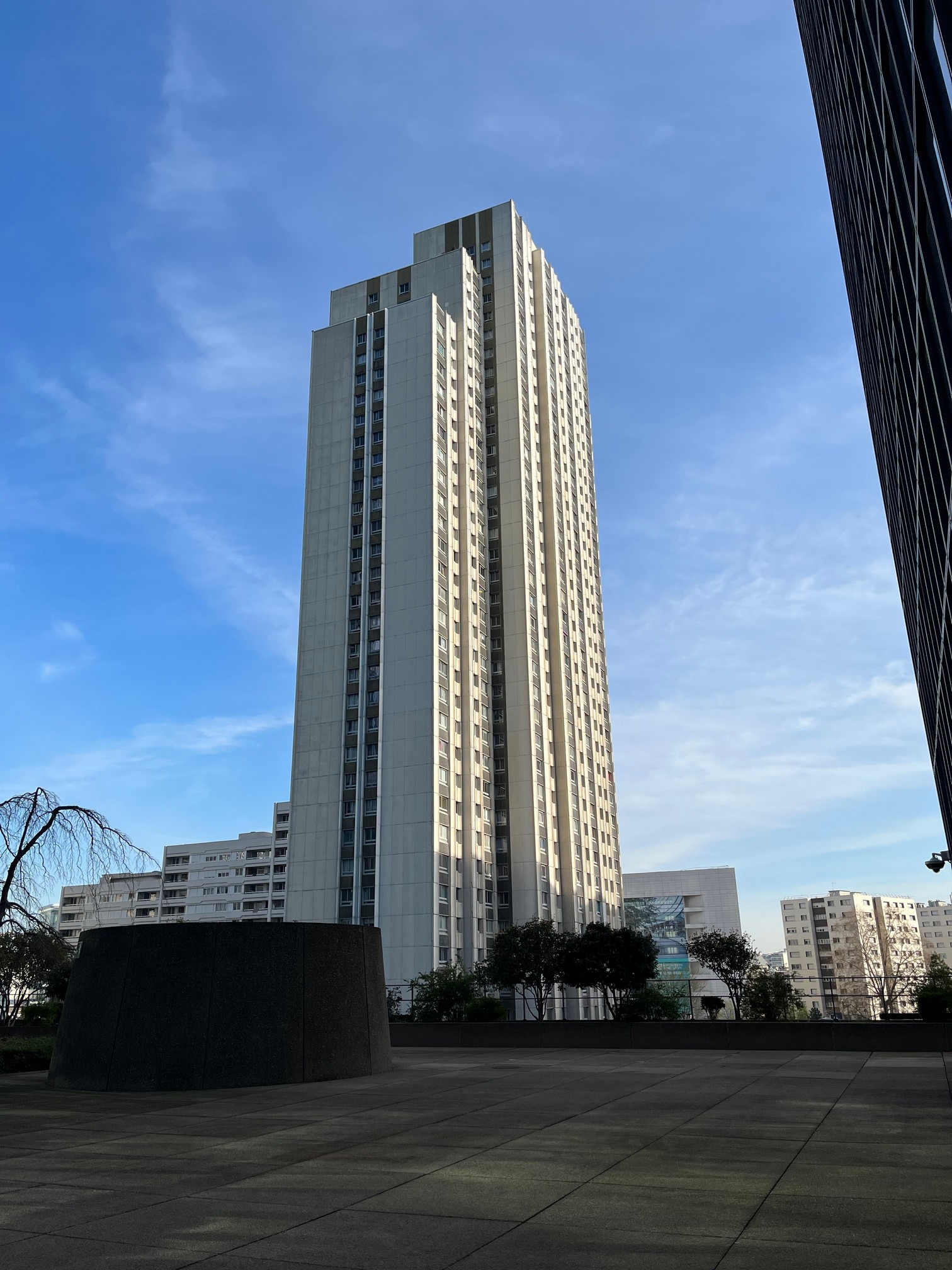
Façade Est vue du Sud
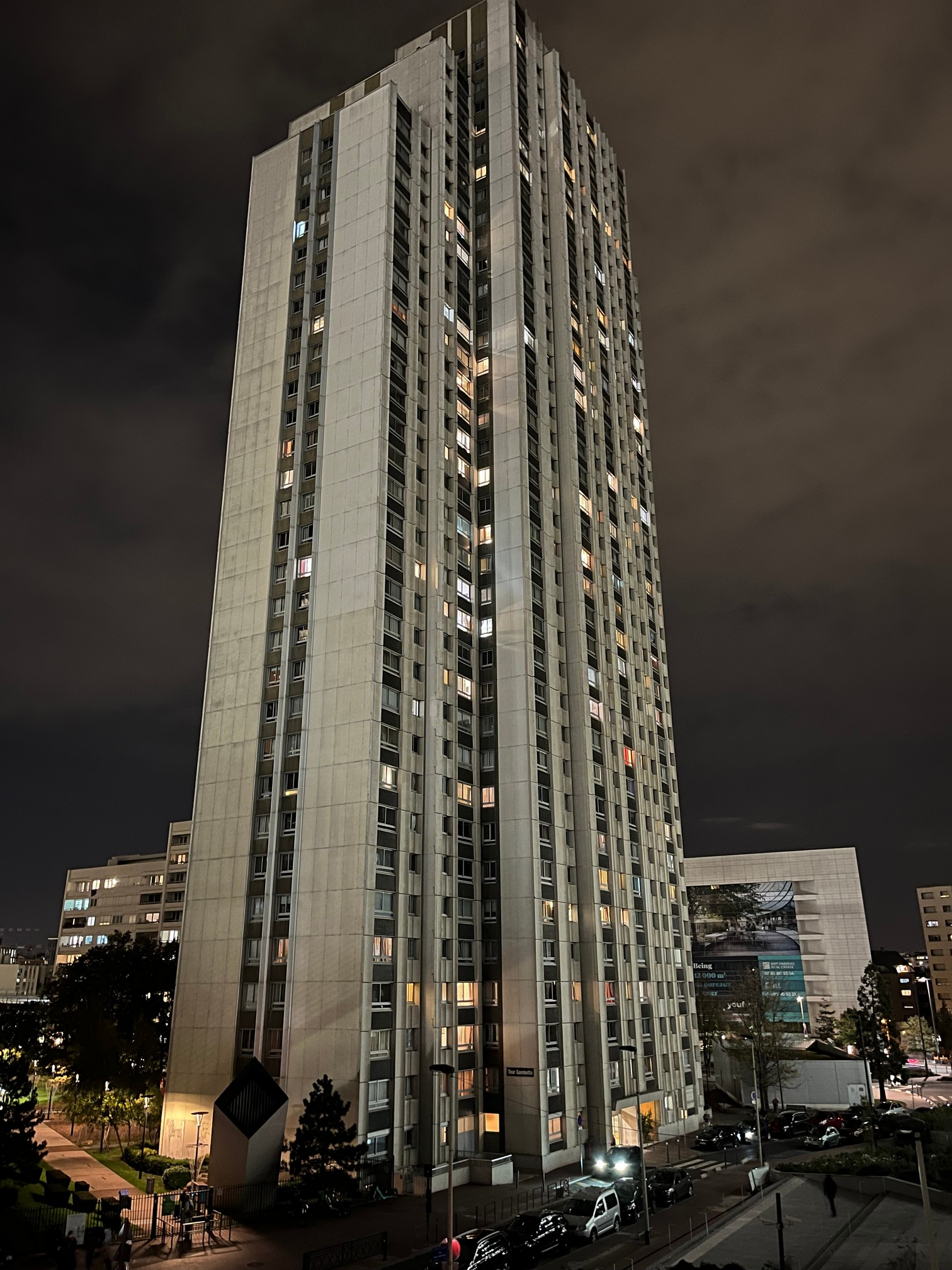
Vue de nuit
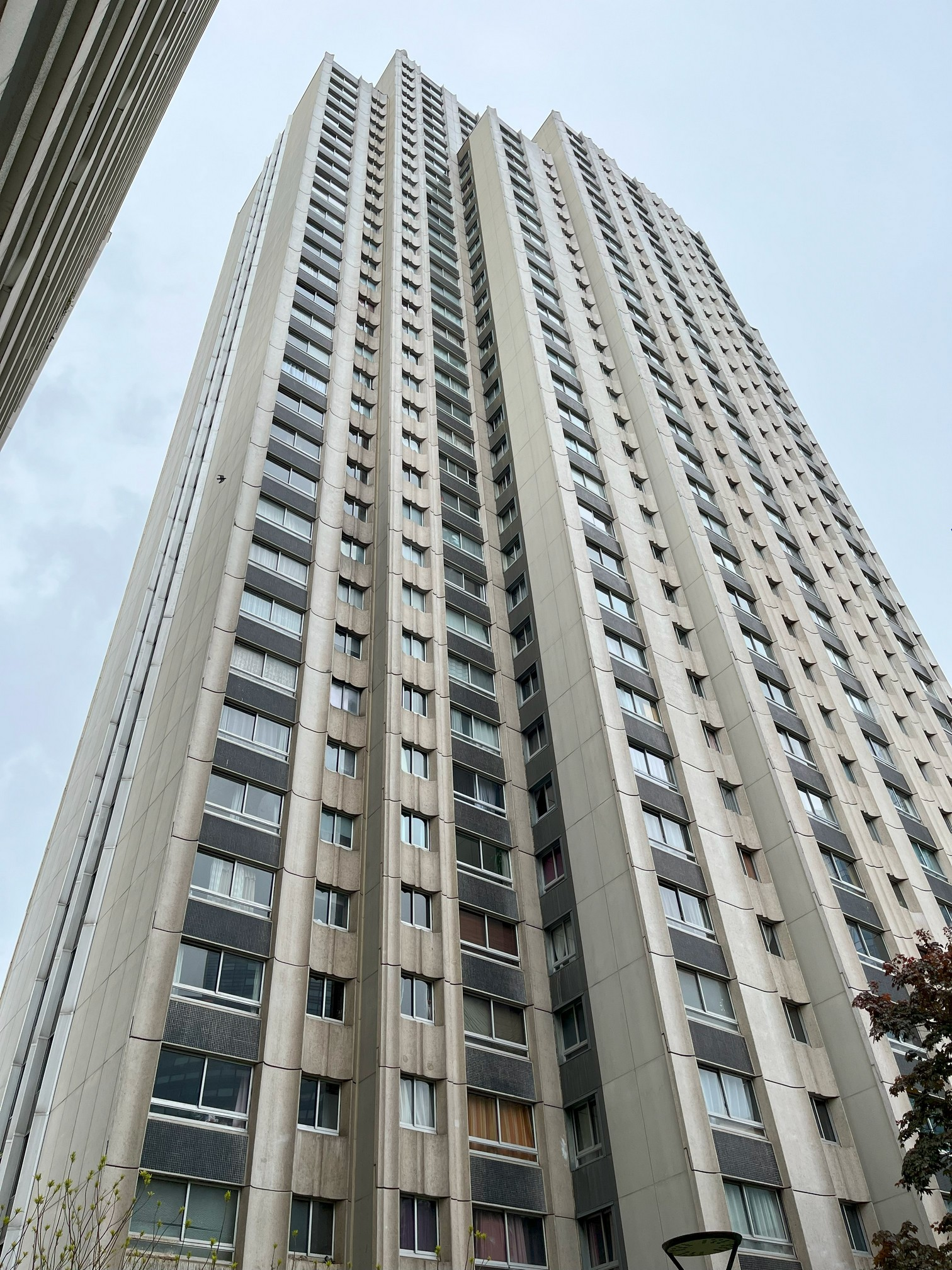
Façade Est de la rue Henri Regnault